# New Nambu M60
New Nambu Model 60 (ニューナンブM60) — японский револьвер.

## История
После окончания второй мировой войны в 1945 году началась демилитаризация Японии, однако в связи с началом "холодной войны" выполнение этой программы было приостановлено и началось воссоздание японских вооружённых сил. Производство пистолетов и револьверов для государственных структур Японии было разрешено на единственном предприятии - оружейном заводе "Shin Chuo Kogyo K. K.", находившемся в районе станции Омори в Токио (которое было реконструировано - на нём установили новое производственное оборудование из США и ФРГ).
В 1957 году компания "Shin Chuo Kogyo K. K." начала разработку нового револьвера, который должен был заменить имевшиеся на вооружении японской полиции револьверы производства США, полученные по программе военной помощи после 1945 года. Серийное производство револьвера началось в 1960 году, с 1961 года они начали поступать на вооружение подразделений японской полиции.
Небольшое количество револьверов было выпущено на экспорт - для коммерческой продажи в качестве гражданского оружия.

## Описание
Конструкция револьвера представляет собой копию конструкции компактных револьверов "Smith & Wesson" .38 калибра. М60 имеет цельную стальную рамку, нарезной ствол с пятью правосторонними нарезами (длина хода нарезов - 381 мм), откидывающийся в сторону пятизарядный барабан и ударно-спусковой механизм двойного действия. Металлические части покрыты воронением.
Прицельные приспособления постоянные, включают мушку и целик с квадратной прорезью. Щёчки на рукоять изготовлены из пластмассы коричневого цвета.
Оружие выпускалось в нескольких вариантах исполнения: с коротким стволом длиной 55 мм или удлинённым стволом длиной 77 мм, с высокой или низкой мушкой, с антабкой на револьверной рукоятке для закрепления страховочного шнура или без неё.

## Варианты и модификации
- Model 58 - первый вариант, не имевший антабки на основании рукояти[3]
- Model 60 - серийный вариант 1960 года, с более удобными накладками на рукоять и антабкой[3]

## Страны-эксплуатанты

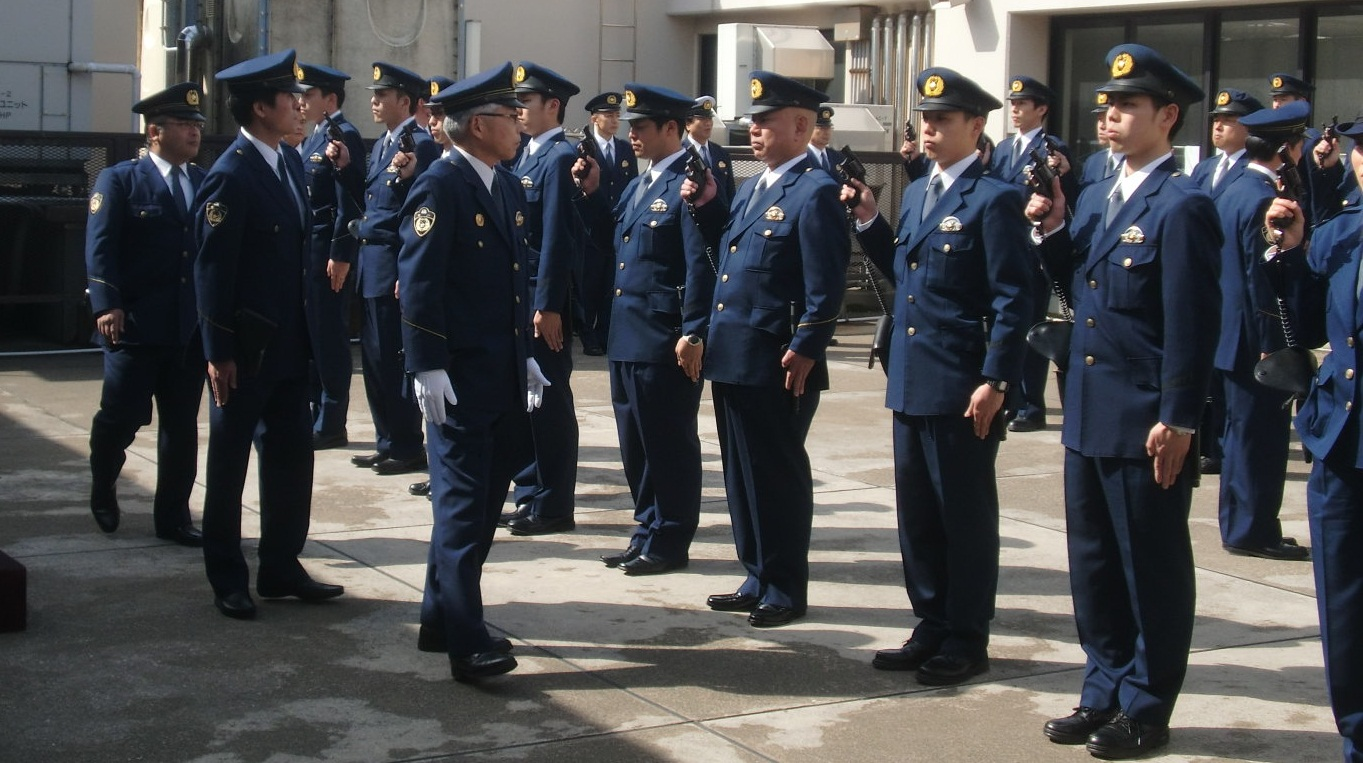
сотрудники полиции Японии с револьверами New Nambu M60 (полицейский участок города Канадзава в префектуре Исикава, 1 апреля 2014)

- Япония - в начале 1960-х годов принят на вооружение японской полиции, позднее револьверы поступали на вооружение береговой охраны[3]